# Гарустович, Геннадий Николаевич
Геннадий Николаевич Гарустович (27 августа 1957 года, Уфа, Башкирская АССР, РСФСР, СССР — 24 мая 2017 года, Россия) — российский историк-археолог, старший научный сотрудник отдела археологии Института истории, языка и литературы УНЦ РАН, кандидат исторических наук. Автор ряда научных монографий, а также статей в научно-справочных изданиях, сборниках и реферируемых журналах, включая зарубежные.
В область научных интересов Гарустовича входили: средневековые тюркоязычные кочевники степной полосы Евразии, лесостепное население Южного Урала эпохи средневековья, вопросы религиоведения и распространения ислама на Южном Урале.

## Биография
В 1981 году Гарустович стал держателем Открытого листа на право проведения самостоятельных полевых исследований. В 1984 году окончил исторический факультет Башкирского государственного университета (ныне Уфимский университет науки и технологий) по специализации — «археология». С 1986 года ― начальник археологических экспедиций. Возглавлял такие экспедиционные отряды, как БГПИ и ИИЯЛ. Участвовал в экспедициях БГУ и НПЦ на территориях Башкортостана, Татарстана, Оренбургской, Самарской и Курганской областей России, а также Актюбинской области Казахстана. С 1989 года работал в Институте истории, языка и литературы УНЦ РАН. 13 ноября 1998 года там же защитил кандидатскую диссертацию по теме «Население Волго-Уральской лесостепи в первой половине II тысячелетия нашей эры».
В частности Гарустович исследовал такие археологические памятники: в Краснокамском районе — Какрыкульское городище, Старо-Муштинский курганно-грунтовый могильник, Старо-Кабановское поселение; в Чишминском районе — грунтовые могильники Горновский (включая селище) и Нижне-Хозятовский; в Чишминском районе — мавзолеи Хусейн-бека и Тура-хана («Малый кэшэнэ»); в Дуванском районе — Кадыровские курганные могильники; в Кугарчинском районе — стоянки Акаваз и Биккузинскую; в Ишимбайском районе — азнаевские поселение и могильник; в Белебеевском районе — Брик-Алгинское местонахождение (селище); в Туймазинском районе — Бикметовская стоянка, Нугушское поселение, могильники Кара-Яр и Тукмак-Каран; в Курганской области — городище Усть-Терсюк; в Самарской области — Александровские курганы; в Хайбуллинском районе — стоянка Макан, поселение и курганы Кизяташ; в Баймакском районе — поселение и курганы Лаимберды-I; в Мелеузовском районе — поселение Тюбяк и стоянка Серять; в Кушнаренковском районе — Тартышевские курганы; в Дуванском районе — Кадыровское кладбище; в Бирском районе — Удельно-Дуванейская-II стоянка; в Чекмагушевском районе — Ахметовские курганы; в Чишминском районе — Нижне-Хозятовское поселение и др.
В археологических разведках Гарустович провёл сплошное обследование зон строительства и затопления Нижнекамской ГЭС, зон строительств Башкирской АЭС; водохранилищ Таналыкского, Маканского, Бузавлыкского, Сакмарского, Юмагузинского, а также водохранилищ на реках Кизяташ, Юшатырке и водопада Гадельша.
Статьи Гарустовича публиковались в таких журналах как «Уфимский археологический вестник» (ИИЯЛ УНЦ РАН, Уфа), «Вестник Академии наук Республики Башкортостан» (АН РБ, Уфа), «Проблемы востоковедения» (АН РТ, Уфа), «Проблемы истории, филологии, культуры» (МГТУ им. Г. И. Носова, Магнитогорск), «Magistra Vitae» (ЧелГУ, Челябинск), «Золотоордынская цивилизация» (ИИ им. Ш. Марджани АН РТ, Казань), «Finno-Ugrica» (ИИ им. Ш. Марджани АН РТ, Казань), «Археологические открытия» (ИА РАН, Москва), «Золотоордынское обозрение» (ИИ им. Ш. Марджани АН РТ, Казань), «Известия Самарского научного центра РАН» (СамНЦ РАН, Самара), «Нижневолжский археологический вестник» (ВолГУ, Волгоград), «Памятники Отечества» (ВООПИиК, Москва), «Поволжская археология» (АН РТ, Казань) и «Родина» (Москва).
Геннадий Гарустович скончался в ночь на 24 мая 2017 года.

## Награды
В 2005 году Гарустович получил диплом за 2-е место в конкурсе статей Академии наук Республики Башкортостан за статью в «Вестнике АН РБ» (№ 2, 2005) — «Древнетюркское языческое святилище…».